# Ševlje
Ševlje – wieś w Słowenii, w gminie Škofja Loka. W 2018 roku liczyła 216 mieszkańców.